# 오트비엔주의 캉통
프랑스 오트비엔주에는 총 21개의 캉통이 속해 있다. 2015년 3월 행정구역 총개편으로 인해 현재는 다음과 같이 설치되어 있다.
- 엑스쉬르비엔
- 앙바자크
- 벨라크
- 샤토퐁사크
- 콩다쉬르비엔
- 쿠제
- 에무티에
- 리모주 1
- 리모주 2
- 리모주 3
- 리모주 4
- 리모주 5
- 리모주 6
- 리모주 7
- 리모주 8
- 리모주 9
- 파나졸
- 로슈슈아르
- 생쥐니앙
- 생레오나르드노블라
- 생티리에라페르슈